# Агалык
Агалы́к, Агалыкса́й (узб. Ohaklisoy/Oҳаклисой) или Акдарья́ — горная река (сай) в Самаркандском районе Самаркандской области Узбекистана, впадает в канал Даргом.

## Общая характеристика
Длина реки составляет 37 км, площадь бассейна — 70,9 км². Среднегодовой расход воды равен 0,95 м³/с. Питание сая смешанное: снеговое, дождевое и родниковое. 60—75 % стока приходится на весенний период. Модуль стока — 16 л/с⋅км².

## Течение реки
Агалык берёт начало в горах Каратепа, которые представляют собой западную часть Зеравшанского хребта. Истоки реки расположены к юго-западу от горы Кемкутан, северо-западнее перевала Илансай (около 2 000 м). От истока сай течёт в северо-западном направлении, однако затем круто поворачивает на северо-восток (на высоте 1267,2) и сохраняет это направление вплоть до выхода на пологий участок, но образует многочисленные изгибы. Он проходит восточнее гор Акташ; здесь на правом берегу Агалыка имеются скалы высотой 16 метров. В горной части ширина речной долины составляет 1—2 км, по выходе на равнину она расширяется.
В среднем течении по берегам сая тянется населённый пункт Агалык. Отходя от территории посёлка, вплоть до устья пролегает в овраге глубиной 5-15 метров. Ширина реки в начале овражистого участка составляет 5 м, глубина — 20 см, грунт дна — твёрдый. В низовьях водоток постепенно поворачивает по полукругу, ориентируясь в северо-западном, северном и, наконец, восточном направлении, тем самым огибая населённый пункт Янгиарык. Русло имеет сухие участки. Для автодорожного переезда построен железобетонный мост. Агалыксай впадает в канал Даргом в районе водохранилища Хишрауской ГЭС близ юго-западной окраины города Самарканда, на высоте около 730 м.

## Хозяйственное использование
Долина Агалыксая известна очень живописными пейзажами. В ней построены дома отдыха, лечебные заведения и спортивные площадки.

## Притоки
Общая длина притоков Агалыка превышает 100 км. Крупнейшим из них являлся Акбуйрасай (справа), однако в настоящее время он не доходит до Агалыка даже в качестве сухого русла.